# Štítnik
Štítnik (in ungherese Csetnek) è un comune della Slovacchia facente parte del distretto di Rožňava, nella regione di Košice.